# 5688 Kleewyck
Az 5688 Kleewyck (ideiglenes jelöléssel 1991 AD2) a Naprendszer kisbolygóövében található aszteroida. Eleanor F. Helin fedezte fel 1991. január 12-én.